# 木履寮駅
木履寮駅（もくりりょうえき）は、台湾嘉義県竹崎郷にある阿里山森林鉄路阿里山線の駅。
標高324メートルの無人駅で、竹崎駅から始まる登坂区間最初の駅。旅客扱いはなく、上下列車交換のための運転停車のみとなっている。

## 駅名
付近で原生するウラジロエノキが木靴の材料として良質であり、日治時代には下駄の加工工場があったことから、一帯の集落は
木靴を示す現地語の木屐から派生した「木屐寮(台語：Ba̍k-kia̍h-liâu)」と名付けられた。その後「屐(注音：ㄐㄧ)」が同義語かつ日本語では同音の「履(注音：ㄌㄩˇ)」になり「木履寮(台語：Ba̍k-lí-liâu)」という現在の駅名となっている。周辺には牛稠渓（朴子渓の上流域）の支流として木屐渓という名前が現在も残っている。

## 駅構造
交換可能な副本線1線をもつ地上駅だが、ホームと駅舎は既に撤去された。駅の詰所らしき建物が残っているだけである。

## 駅周辺
- 嘉117号郷道
- 木屐渓

## 歴史
- 1912年10月1日 - 開業。
- 1981年11月 - 旅客扱い停止。

## 隣の駅
阿里山森林鉄路
■阿里山線
竹崎駅 - 木履寮駅  - 樟脳寮駅